# Relations entre la Bosnie-Herzégovine et la France
Les relations entre la Bosnie-Herzégovine et la France désignent les relations diplomatiques bilatérales s'exerçant entre deux États européens, la République fédérale de Bosnie-Herzégovine et la République française. 

## Histoire
La France est intervenue aux côtés de l'ONU en Bosnie lors des guerres de dislocation de la Yougoslavie. Les accords de Dayton ont été signés à Paris.

## Période contemporaine

### Dimension culturelle et universitaire
Un Institut français est implanté à Sarajevo. 
La France et la Bosnie coopèrent dans le domaine de la lutte contre le trafic d'œuvres d'art.

### Sécurité intérieure et état de droit
Des pompiers, des juges et des policiers bosniaques sont formés par la France, et la France leur fournit également du matériel de manière occasionnelle.

### Relations économiques
L'AFD intervient désormais en Bosnie.

## A voir aussi
- Procédure d'adhésion de la Bosnie-Herzégovine à l'Union européenne